# Língua camsá
O Camsá (ou Kamsá) é uma língua isolada da Colômbia.

## Comparações lexicais
Alguns paralelos lexicais (talvez empréstimos da família chocó) entre o camsá e as línguas chocó (o proto-emberá e o waunana) (Jolkesky 2016):
| Português | Camsá   | Proto-Emberá |
| --------- | ------- | ------------ |
| anta      | bɨtsija | *bɨsia       |
| chicha    | bɨko-je | *beka        |
| sal       | tamo    | *tã          |

| Português | Camsá  | Waunana |
| --------- | ------ | ------- |
| abóbora   | tausbe | tʰãu    |